# Villexavier
Villexavier is een gemeente in het Franse departement Charente-Maritime (regio Nouvelle-Aquitaine) en telt 247 inwoners (1999). De plaats maakt deel uit van het arrondissement Jonzac.

## Geografie
De oppervlakte van Villexavier bedraagt 10,0 km², de bevolkingsdichtheid is 24,7 inwoners per km².
De onderstaande kaart toont de ligging van Villexavier met de belangrijkste infrastructuur en aangrenzende gemeenten.

## Demografie
Onderstaande figuur toont het verloop van het inwonertal (bron: INSEE-tellingen).